# Poulina
Pour les articles homonymes, voir Poulina (album).
Le groupe Poulina (arabe : مجموعة بولينا), officiellement connu sous le nom de Poulina Group Holding (PGH) depuis le 24 juin 2008, est un groupe industriel et de services tunisien. Originellement spécialisé dans l'aviculture, le groupe s'est peu à peu diversifié pour devenir le premier groupe à capitaux privés du pays.

## Histoire

Logo de Poulina (1967-2008).

Il est fondé en 1967 par l'association de sept entrepreneurs privés dans le secteur avicole, activité qui lui donne son nom et inspire le logo originel de la firme.
Issu de l'élevage du poulet qu'il industrialise, cette activité nécessite très vite du matériel avicole amenant le groupe à se lancer dans l'industrie (fabrication des cages) puis dans la distribution (œufs et poulets) et le négoce (importation de céréales constituant la base de la nutrition animale).
Le groupe a su au cours de son histoire intégrer des métiers différents en rachetant des entreprises ou en créant des filiales dans un grand nombre d'activités économiques. Peu à peu, la simple entreprise est devenue le plus grand groupe privé de Tunisie, présent dans tous les pans de l'économie : métallurgie en 1975, tourisme et immobilier en 2000.
En 2008, le groupe organise l'ensemble de ses activités sous la structure Poulina Group Holding et s'introduit en bourse.
En 2017, le groupe Poulina soutient la première édition du concours Smart Agriculture Hackathon, axé sur le développement de la meilleure application informatique dans le secteur de l'agriculture et de la pêche. Le premier prix de ce concours reçoit un chèque de 3 000 dinars.

## Activités
Le groupe s'est organisé au fil des années autour d'une dizaine de métiers regroupant les pôles d'activités de la holding : 
- immobilier : réalisation d'ensembles à vocation résidentielle, de bureaux ou mixte ;
- travaux publics : construction de bâtiments, routes et ponts ;
- bois et biens d'équipement : électroménager (réfrigérateurs Mont-Blanc), mobilier de bureau et MDF ;
- produits de grande consommation : glaces (Selja et Ola), yaourts, desserts, produits laitiers, chips, jus et pâtisseries industrielles ;
- emballage : activités d'imprimerie, de transformation de carton et de papier, polystyrène, film étiré et impression sur film plastique, emballages alimentaires et boîtes en cartons ;
- transformation de l'acier (MBG Gaz, MBG Galvanisation et MBG Construction)[10] ;
- commerce et services : commerce international, représentation, import et conditionnement, grande distribution (Le Passage et Magasin général repris avec le groupe Bayahi en 2007[7]), informatique (exclusivité de quelques marques comme NEC), tourisme (deux hôtels de la chaîne Solaria et complexe touristique Médina à Yasmine Hammamet), restauration rapide et télémarketing ;
- matériaux de construction : céramique, étude et production d'équipements de briqueterie ;
- intégration avicole : alimentation animale (30 à 35 % de l'alimentation du bétail tunisien), distribution des œufs, dindes, poulets et viandes.

La première des activités du groupe reste son métier d'origine, l'aviculture, avec l'élevage et l'abattage (société Couvoirs) qui représentent encore 53 % du chiffre d'affaires en 2008. Viennent ensuite l'industrie (20 %), l'agroalimentaire (12 %), la céramique (8 %) et l'emballage (7 %).
En 2011, le groupe est implanté dans plusieurs pays dont le Maroc, l'Algérie, la Libye, la France et la Chine.

## Holding
Poulina est présent à la Bourse de Tunis depuis 1998 à travers sa société El Mazraa. En juin 2008, profitant de la loi de finances 2007 encourageant la restructuration des groupes familiaux sous forme de holdings et dans le cadre de la restructuration menée en prélude à son introduction en bourse, le groupe est réaménagé en six mini-holdings — une pour chaque domaine d'activité du groupe — chapeautées par une holding principale baptisée Poulina Group Holding.
Propriété d'Abdelwahab Ben Ayed (40 % du capital avant l'introduction en bourse), de Mohamed Bouzguenda (22,3 %) et d'Abdelhamid Bouricha (20,6 %) et dotée d'un capital de 150 000 000 dinars, elle a pour mission de détenir la participation des actionnaires majoritaires dans le capital du groupe. L'entrée en bourse est effective le 24 juillet 2008, concernant la quasi-totalité de ses filiales à l'exception du pôle d'activité touristique, et vise une hausse du capital social de 104 millions de dinars (10 %) par le biais de 16,67 millions d'actions vendues au prix unitaire de 5,95 dinars. Le groupe adopte à cette occasion un nouveau logo.